# STC (instruction x86)
Pour les articles homonymes, voir STC.
STC est une instruction pour les processeurs de la famille x86.

## Description
L'instruction STC est un mnémonique pour <Set Carry Flag (Arme le drapeau de retenue). Cette instruction arme, c'est-à-dire met à 1, le drapeau de retenue CF (bit 0 du registre EFLAGS).
L'instruction STC est une instruction de base des processeurs x86. Elle fut implémentée sur le premier processeur de cette famille, le 8086.
| Opcode | Instruction | Description                |
| ------ | ----------- | -------------------------- |
| F9     | STC         | Arme le drapeau de retenue |

### Drapeaux affectés
Seul le drapeau de retenue CF du registre EFLAGS est affecté (mis à 1). Aucun des autres drapeaux n'est altéré.

### Exceptions générées
Cette instruction ne génère aucune exception dans aucun des trois modes de fonctionnement du processeur x86 (Mode réel, Mode virtuel 8086, Mode protégé).

## Exemple d'utilisation
Les exemples proposés ne sont valables que pour les processeurs x86.

### Langageassembleur
- MASM (Syntaxe Intel)

```
	mov al, 0F0h
	add al, 1		; Le CF est n'est pas armé après cette addition.
	STC			; Arme le CF grâce à l'instruction STC.
	jnc @sans_retenue	; Sans STC le saut aurait dû être pris, mais grâce à STC il n'est pas pris.
	nop			; Cette instruction sera bien exécutée.
@sans_retenue:

```